# 王維翰 (金朝)
王维翰（12世纪—1214年），字之翰。利州龙山县（今辽宁省建昌县北）人，金朝大臣，完颜永济时参知政事。王庭之子。

## 生平
王维翰好学不倦，辽朝末年，随其父王庭降金。金世宗大定二十八年（1188年）中进士，调任贵德州（今辽宁省抚顺市）军事判官，转任获嘉（今河南省获嘉县）县令。金章宗明昌五年（1194年）辅佐胥持国治理黄河阳武（今河南省原阳县）决口，有功劳，改任北京（今内蒙古宁城县）转运户籍判官，入补尚书省令史。转任大理卿、同知审官院事。担任同知保静军节度使，检括户籍，一郡称其公平。仆散揆伐南宋，王维翰为行省左右司郎中。完颜永济即位後，权右谏议大夫、御史中丞，改任刑部尚书。至宁元年（1213年），拜为参知政事。贞祐初年，罢为定海军节度使，到达镇所，当地无兵备，邻郡见到蒙古军望风奔溃，王维翰死于战乱之中。谥号贞洁。

## 延伸阅读
[在维基数据编辑]
 《金史·卷121》，出自脱脱《遼史》